# Jean Nakouzi
Jean Nakouzi (arab. ‏جان ناكوزي‎, ur. 19 maja 1947 w Bejrucie) – libański zapaśnik walczący w stylu klasycznym. Olimpijczyk z Meksyku 1968, gdzie zajął dwunaste miejsce w kategorii do 57 kg.
Jedenasty na igrzyskach śródziemnomorskich w 1975 roku.

## Letnie Igrzyska Olimpijskie 1968
| Konkurencja          | Rundy eliminacyjne     | Rundy eliminacyjne     | Rundy eliminacyjne        | Klas. końcowa |
| Konkurencja          | Przeciwnik I           | Przeciwnik II          | Przeciwnik III            | Miejsce       |
| -------------------- | ---------------------- | ---------------------- | ------------------------- | ------------- |
| 57 kg styl klasyczny | Herb Singerman (CAN) Z | Rodolfo Guerra (MEX) P | Arthur Spaenhoven (BEL) P | 12.           |